# Cochem
Cochem è una città di 4.940 abitanti della Renania-Palatinato, in Germania, situata a 55 km. a sudovest della città di Coblenza.

È il capoluogo del circondario (Landkreis) di Cochem-Zell (targa COC) e della comunità amministrativa (Verbandsgemeinde) omonima.

## Storia
Viene nominata per la prima volta nell'866 come villa Cuchuma.

## Monumenti e luoghi d'interesse
- Castello